# Vita Medium
Vita Medium – bezpłatny magazyn adresowany do osób oczekujących na wizytę w ośrodkach zdrowia: placówkach zarówno publicznych jak i prywatnych oraz gabinetach specjalistycznych. Tematyka: zdrowy styl życia - profilaktyka zdrowotna, uroda, dieta, ćwiczenia, sport i podróże.  W każdym numerze przeczytać można również wywiad ze znaną osobą, której twarz znajduje się na okładce.